# Symsagittifera nitidae
Symsagittifera nitidae är en plattmaskart som först beskrevs av Yamasu 1982.  Symsagittifera nitidae ingår i släktet Symsagittifera och familjen Sagittiferidae. Inga underarter finns listade i Catalogue of Life.